# Marco Aurélio Nogueira
Marco Aurélio Nogueira (São Paulo, 1949) é um cientista social brasileiro, doutor em ciência política pela Universidade de São Paulo e professor de teoria política na Universidade Estadual Paulista.

## Carreira
Marco Aurélio Nogueira é graduado em ciências políticas e sociais pela Escola de Sociologia e Política de São Paulo (1972), doutor em ciência política pela Universidade de São Paulo (1983), pós-doutor pela Universidade de Roma (1985) e livre-docente (1997) pela Faculdade de Ciências e Letras da Universidade Estadual Paulista (UNESP), campus de Araraquara.
Em 2007, tornou-se Professor Titular de Teoria Política da UNESP. Aposentou-se em 2019. De 1987 a 1991, foi diretor de publicações da Fundação para o Desenvolvimento da UNESP – Fundunesp, cargo a partir do qual organizou e dirigiu a Editora UNESP. Participou em 2011 da criação do Instituto de Políticas Públicas e Relações Internacionais – IPPRI, da UNESP, onde atua como professor do Programa de Pós-Graduação em Relações Internacionais "San Tiago Dantas" (UNESP, Unicamp e PUCSP). Foi Diretor do IPPRI entre 2011 e 2015, onde também atuou como coordenador científico do Núcleo de Estudos e Análises Internacionais – NEAI.
Sob a coordenação de Carlos Nelson Coutinho e Luiz Sérgio Henrique, colaborou na tradução (1999 a 2002) para o português da integralidade dos Cadernos do Cárcere, obra do pensador marxista italiano Antonio Gramsci. Traduziu também diversos livros de Norberto Bobbio, entre os quais: O futuro da democracia, Estado, governo, sociedade, Liberalismo e democracia, Ensaios sobre Gramsci e o conceito de sociedade civil, Os intelectuais e o poder, Elogio da serenidade e Nem com Marx nem contra Marx. É autor de artigos e ensaios sobre temas de teoria política, sociologia da modernidade e gestão pública. Juntamente com Geraldo Di Giovanni, organizou e editou o Dicionário de Políticas Públicas (Fundap/Editora UNESP, 2ª ed., 2015).
Marco Aurélio Nogueira integrou Comissões Editoriais de diversos periódicos acadêmicos, como é o caso da Revista Brasileira de Ciências Sociais (RBCS) (entre 2009 e 2010), Atualmente, participa dos Conselhos Editoriais da revista italiana Crítica Marxista, e das revistas Perspectivas, Sinais Sociais e Política Democrática.
Foi colaborador dos semanários Opinião (1974-1976) e Movimento (1976-1977), co-editor das revistas Temas de Ciências Humanas (1977-1981) e Presença (1983-1985), além de editor-chefe do jornal Voz da Unidade (1982). Escreveu no Jornal da Tarde e é colunista de O Estado de S. Paulo. 

## Principais obras
- DI GIOVANNI, Geraldo; NOGUEIRA, Marco Aurélio (Org.). Dicionário de Políticas Públicas. 2ª ed. São Paulo: Editora Unesp/Fundap, 2015. v. 1, 1065 p. [1ª ed. São Paulo: Fundap/Imprensa Oficial, 2013]
- NOGUEIRA, Marco Aurélio. As ruas e a democracia. Ensaios sobre o Brasil contemporâneo. Rio de Janeiro: Contraponto; Brasilia: FAP, 2013. v. 1. 227 p.
- NOGUEIRA, Marco Aurélio. O encontro de Joaquim Nabuco com a política. As desventuras do liberalismo. São Paulo, Paz e Terra, 2010. v. 1. 333 p.
- NOGUEIRA, Marco Aurélio. Potência, limites e seduções do poder. São Paulo: Editora Unesp, 2008. v. 1. 140 p.
- NOGUEIRA, Marco Aurélio. Um Estado para a sociedade civil. Temas éticos e políticos da gestão democrática. 3ª ed. São Paulo: Cortez Editora, 2015. v. 1. 263 p. [1ª ed. 2004; 2ª ed. 2011]
- NOGUEIRA, Marco Aurélio. Em defesa da política. 2ª. ed. São Paulo: Editora Senac, 2005. v. 1. 154 p. [1ª ed. 2001]
- NOGUEIRA, Marco Aurélio. As possibilidades da política. Idéias para a reforma democrática do Estado. 1ª. ed. São Paulo: Paz e Terra, 1998. v. 1. 305 p.
- NOGUEIRA, Marco Aurélio; COUTINHO, C. N. (Org.). Gramsci e a América Latina. São Paulo: Editora Paz e Terra, 1988. v. 1. 160 p.
- NOGUEIRA, Marco Aurélio. Joaquim Nabuco: Um aristocrata entre os escravos. São Paulo: Editora Brasiliense, 1987. 85 p.
- NOGUEIRA, Marco Aurélio. As desventuras do liberalismo. Joaquim Nabuco, a Monarquia e a República. 1ª. ed. Rio de Janeiro: Paz e Terra, 1984. v. 1. 227 p.
- NOGUEIRA, Marco Aurélio (Org.). PCB: Vinte Anos de Política. Documentos (1958-1979). São Paulo: Livraria Editora Ciências Humanas, 1981. v. 1. 353 p.